# Pulau Gajah
Pulau Gajah is een bestuurslaag in het regentschap Indragiri Hulu van de provincie Riau, Indonesië. Pulau Gajah telt 402 inwoners (volkstelling 2010).